# Istituto di ricerca
Un istituto di ricerca (o centro di ricerca) è una struttura creata ad hoc per operare e promuovere la ricerca in uno o più ambiti della scienza. Gli istituti di ricerca possono specializzarsi nella ricerca di base o essere orientati alla ricerca applicata.
Il termine implica spesso la ricerca sulle scienze naturali, soprattutto di ricerca in medicina, o nelle scienze sociali, in particolare per scopi di ricerca sociologici e storici. Questi istituti tipicamente ricevono finanziamenti per le proprie ricerche da parte degli Stati ospitanti e/o da organizzazioni private, aziende, fondazioni, donazioni, ecc. Centri di ricerca sono anche le Università stesse all'interno dei rispettivi ambiti e ambienti dedicati (es. dipartimenti universitari e laboratori).

## Istituti di ricerca famosi
- CERN
- Fermilab
- Laboratorio Cavendish
- Brookhaven National Laboratory
- Bell Laboratories
- SLAC
- Istituto di fisica nucleare Budker
- Max Planck Institute
- National Oceanic and Atmospheric Administration
- National Center for Atmospheric Research
- Istituto di ricerca biomedica
- National Institutes of Health
- The Institute for Genomic Research
- Istituto di ricerca delle Nazioni Unite sul disarmo
- Istituto di ricerca delle Nazioni Unite per lo sviluppo sociale

## Istituti di ricerca italiani
- Istituto nazionale di fisica nucleare (INFN)
- Fondazione italiana per la ricerca sul cancro (FIRC)
- Istituto nazionale per la fisica della materia (INFM)
- Agenzia nazionale per le nuove tecnologie, l'energia e lo sviluppo economico sostenibile (ENEA)
- Consiglio Nazionale delle Ricerche (CNR)
- Istituto nazionale di astrofisica (INAF)
- Istituto nazionale di geofisica e vulcanologia (INGV)
- Istituto di scienze dell'atmosfera e del clima (ISAC)
- Centro di Cultura Scientifica Ettore Majorana
- Istituto nazionale di statistica (ISTAT)
- Centro di ricerca, sviluppo e studi superiori in Sardegna (CRS4)
- Fondazione Edmund Mach
- Centro di ricerca Progetto San Marco
- Centro di ricerca Enrico Piaggio
- Centro di ricerca di Biologia e Genetica Molecolare (BioGeM)